# Berliet TDCN
Der Berliet TDCN  war ein schwerer Straßenschlepper (oder Sattelzugmaschine), entworfen vom französischen Kraftfahrzeughersteller Berliet in Lyon im Jahr 1939.

## Geschichte, Technik
Die allgemeine Betriebserlaubnis  wurde im Juni 1939 erteilt. Wenige Wochen später brach der Zweite Weltkrieg aus, und Berliet war vollständig mit der Abwicklung von einlaufenden Heeresaufträgen (Bau von LKW der Typen Berliet VDCA und Berliet GDRA) beschäftigt und hatte infolgedessen keine Kapazitäten für den Bau von vom Militär nicht benötigten Kraftfahrzeugen frei. Es blieb also beim Bau des einen Prototyps.
Sein wassergekühlter Dieselmotor vom Typ MDF hatte vier Zylinder, eine Bohrung von 110 und einen Hub von 150 mm, also einen Hubraum von 5702 cm³ und gab seine nicht genannte Höchstleistung bei 1800/min ab. Steuerlich war das Fahrzeug mit 15 Steuer-PS eingestuft. Das Getriebe hatte vier Vorwärtsgänge, dazu einen Rückwärtsgang. Der Radstand wird mit 2,90 m, die Länge mit 4,60 und die Breite mit 2,05 m angegeben.
Die französische Marine bestellte 1939 drei Berliet TDCN für den Kriegshafen Toulon. Sie waren auszustatten mit dem Ottomotor MKB3 (4 Zylinder, Bohrung 110 mm, Hub 154,8 mm, 5884 cm³, 22 Steuer-PS). Ob und wann diese Fahrzeuge geliefert wurden, ist den Quellen nicht zu entnehmen.

## Berliet TDCNG
Nach dem Waffenstillstand von Compiègne (1940) blieb Lyon und damit Berliet außerhalb des von der deutschen Wehrmacht besetzten Gebietes und konnte sich daher wieder den zivilen Bedürfnissen in Frankreich zuwenden. Da aller in Frankreich ohnehin knapper Treibstoff (Benzin und Diesel) für militärische Zwecke benötigt wurde, baute Berliet für den zivilen Markt den Prototyp einer Holzgas-Variante und nannte sie Berliet TDCNG. Dieses Fahrzeug erhielt seine allgemeine Betriebserlaubnis im März 1941. Es hatte die gleichen Abmessungen und den gleichen Motor wie der Berliet TDCN, nur zusätzlich einen Holzgasgenerator. Auch hier blieb es indessen bei einem Prototyp. Ein zweiter Prototyp des TCNG mit auf 3,325 m verlängertem Radstand erhielt seine allgemeine Betriebserlaubnis im Februar 1942.